# Johannes Reich (Bankier)
Johannes Reich (* 10. August 1959 in Offenbach am Main) ist ein deutscher Bankier.

## Biographie
Johannes Reich machte 1978 Abitur in Kirchheim unter Teck, schloss 1983 ein Studium als Diplom-Wirtschaftsingenieur an der Universität Karlsruhe (heute KIT – Karlsruher Institut für Technologie) ab und wurde 1989 an der Universität Bamberg mit der Dissertation „Finanzierung der nuklearen Entsorgung“ zum Dr. rer. pol. promoviert. 
Als wissenschaftlicher Assistent und akademischer Rat arbeitete Reich von 1984 bis 1989 an der Rheinisch-Westfälischen Technischen Hochschule Aachen und der Universität Bamberg. Am Forschungszentrum Karlsruhe war er 1983 Projektmitarbeiter im Rahmen des DFG-Forschungsprojekts „Materialfragen der Kernbrennstoffentsorgung“. 
Reich begann eine Tätigkeit im institutionellen Aktiengeschäft 1990 bei der Hamburger Privatbank M.M. Warburg, wo er 1993 die Leitung der Gruppe „Quantitative Analyse/Technik/Support“ übernahm. 1995 wechselte er in das European Equity Research Department von Morgan Stanley in London und leitete die Equity Research Abteilung der Morgan Stanley Bank AG in Frankfurt.
1996 trat er als Leiter des Equity Research in das Frankfurter Bankhaus Metzler ein und übernahm 2003 die Leitung des Bereichs Equities. 2005 wurde Reich Mitglied des Partnerkreises des Bankhauses Metzler, von 2012 bis Juli 2017 war er persönlich haftender Gesellschafter. Er verantwortete das Geschäftsfeld Corporate Finance sowie den Bereich IT, die Unternehmenskommunikation und die Rechtsabteilung.
Johannes Reich ist Mitglied des Beirates der Deutschen Vereinigung für Finanzanalyse und Asset Management (DVFA), Mitglied des Kuratoriums der Goethe Business School der Goethe-Universität Frankfurt am Main, Mitglied des Hauptausschusses des ICC Deutschland – Internationale Handelskammer, Berlin, Mitglied des Börsenrats der Frankfurter Wertpapierbörse sowie Mitglied des Kuratoriums des Patronatsvereins der Städtischen Bühnen Frankfurt am Main.

## Veröffentlichungen (Auswahl)
Reich ist Autor von Veröffentlichungen und Vorträgen, primär zu Themen der Finanztheorie und -praxis. Er war von 2001 bis 2004 Kolumnist der Financial Times Deutschland, von 2001 bis 2009 Autor der „Metzler-Kolumne“ des Manager Magazin.
- Technologieparks, in: Verwaltungslexikon, hrsgg. von P. Eichhorn, Nomos Verlagsgesellschaft, Baden-Baden, 1985
- Gesamtwirtschaftliche Implikationen der Finanzierung öffentlicher Investitionen über geschlossene Immobilienfonds, in: P. Friedrich (Hrsg.): Finanzierung kommunaler Investitionen über geschlossene Immobilienfonds, Nomos Verlagsgesellschaft, Baden-Baden, 1987
- Aspekte der Finanzierung kommunaler Investitionen über geschlossene Immobilienfonds, ebenda, zusammen mit P. Friedrich
- Entscheidungsrationalität und Ingestion: Ein Modell zur Paraphrasie des Pure-yeast-dumpling-approach, in: Bernd Halfar/Norbert Schneider (Hrsg.): De Arte Germoecologiae – Das Germknödelparadigma als Subsistenzmedium der sozialökologischen Forschung, Litzelstetter Libellen Nr. 4, Faude-Verlag, Konstanz 1987
- Wetting, Adhesion and Interfacial Energies within Oxide Cermets, Proceedings, "Verbundwerk 88", Demat Exposition Managing, Frankfurt/Main, 1988
- Finanzierung der nuklearen Entsorgung, Neue Betriebswirtschaftliche Forschung, Band 58, Gabler-Verlag, Wiesbaden, 1989 (ISBN 3-409-13726-2)